# 青春
青春（せいしゅん）は、季節の「春」を示す言葉である。転じて、生涯において若く元気な時代、主に青年時代を指す言葉として用いられる。
この項目では、一般名詞としての青春について記述する。創作作品などにおける用法は以下を参照されたい。

## 概要
青春とは、元は春を表す言葉である。二千数百年前の古代中国における陰陽五行思想では、「春」には「青（緑）」が当てられる。同様に、「夏」を「朱（赤）」、「秋」を「白」、「冬」を「玄（黒）」に当て、それぞれ「青春（せいしゅん）」、「朱夏（しゅか）」、「白秋（はくしゅう）」、「玄冬（げんとう）」という。これらは季節を表す言葉である。また、陰陽五行思想において、「春」は15歳から29歳を表す。これらの意味が転じて、日本では特に「青春」について人生における若々しく元気で力に溢れた時代を指すようになった。日本では夏目漱石の『三四郎』のヒットを機に定着したと言われており、同書の『考えるには、青春の血が、あまりに暖かすぎる』に代表される、若者の焦りや葛藤を表す表現が、現代に至るまでの青春のイメージを定着させたと言われる。ちなみに、「青春」以外が人間の年代を表す言葉として用いられることは、一般的な用法ではない。
文学の中では中学、高校生を中心とした10代の青少年を題材に描かれることが多い。近年の先進国では、大学進学率の向上により学生の高年齢化が進み、20代から30代までを「青春」に含む見方もある。

## 「青春」を含む作品
「青春」というタイトルの作品は全て「青春 (曖昧さ回避)」を参照。また、「青春時代」というタイトルの作品は下記以外にも青春時代を参照。
- タイトルに「青春」を含むページの一覧

### 小説・詩
- 青春（ドイツ語: Jugend）：マックス・ハルベ
- 青春：小栗風葉
- 青春：伊藤整
- 青春デンデケデケデケ：芦原すなお
- 青春の歌：楊沫
- 青春の門：五木寛之
- 青春の蹉跌：石川達三
- 青春不在：丸山薫
- 青春変転：ハンス・カロッサ
- 青春論：坂口安吾
- YOUTH（青春）：サミュエル・ウルマン
- 電波女と青春男：入間人間
- やはり俺の青春ラブコメはまちがっている。：渡航
- アンの青春 : L・M・モンゴメリ
- 青春ブタ野郎はバニーガール先輩の夢をみないシリーズ：鴨志田一

### 楽曲
- 青春：THE HIGH-LOWS - NTV系土曜ドラマ『伝説の教師』主題歌
- 青春：スキマスイッチ - ジョンソン・エンド・ジョンソンアキュビューCMソング[1]
- 青春アミーゴ：修二と彰 - NTV系土曜ドラマ『野ブタ。をプロデュース』主題歌
- 青春生き残りゲーム：スピッツ
- 青春謳歌：林田健司
- 青春謳歌：3B LAB.☆S
- 青春・オン・ザ・ロード：メロン記念日×THE COLLECTORS
- 青春が終る日：南沙織 - のちに小林麻美がカバー
- 青春ガールズ：AKB48
- 青春狂時代：ガガガSP
- 青春狂騒曲：サンボマスター
- 青春コレクション：モーニング娘。
- 青春サイクリング - 小坂一也
- 青春試考：中村雅俊 - NTV系TVドラマ『青春ド真中!』主題歌
- 青春時代：アリス
- 青春時代：ガガガSP
- 青春時代：銀杏BOYZ
- 青春時代：森田公一とトップギャラン
- 青春時代：GOING STEADY
- 青春時代1.2.3!：プッチモニ
- 青春Ⅱ（セカンド）：松山千春 - シングル「季節の中で」のB面曲。ほか高田みづえがシングルで、ニューロティカがアルバムでカバー
- 青春たちの声がする：熊木杏里
- 青春サンポ：ナオト・インティライミ
- 青春デイズ：平井堅
- 青春と一瞬：マカロニえんぴつ
- 青春と気づかないまま：AKB48
- 青春時計：NGT48 - デビューシングル
- 青春なんていらないわ：三月のパンタシア
- 青春に賭けよう：西城秀樹
- 青春に悔いはないか：森田健作
- 青春日記：藤山一郎
- 青春に恥じないように：南沙織 - 荒井由実が作詞した楽曲
- 青春にはまだ早い：光GENJI
- 青春の愛：小坂明子 - シングル「あなた」B面曲
- 青春のいじわる：菊池桃子
- 青春の傷み：かぐや姫
- 青春の一冊：野口五郎
- 青春の詩：よしだたくろう
- 青春のうたごえ：天地真理 - アルバム『若葉のささやき』収録曲
- 青春の輝き：カーペンターズ - TBS系TVドラマ『未成年』主題歌
- 青春の影：チューリップ
- 青春の記憶：ALFIE - THE ALFEEの前身となるバンド
- 青春の絆：南沙織
- 青春の鼓動 - CHAGE and ASKA
- 青春の坂道：岡田奈々
- 青春のたまり場：あさみちゆき
- 青春のとびら：いきものがかり
- 青春のナイフ：国生さゆり
- 青春のバラード：森田健作
- 青春の日々：ジャクソン・ブラウン
- 青春の日々：松田聖子
- 青春のフラッグ：渡り廊下走り隊
- 青春の真中：キャンディーズ - シングル「危い土曜日」B面曲
- 青春のラップタイム：NMB48
- 青春のREGRET：福永恵規
- 青春のリグレット：麗美、松任谷由実
- 青春の忘れ物：堀ちえみ
- 青春は手品師：長渕剛 - TBS系列TVドラマ『王貞治物語』主題歌
- 青春花道：ポルノグラフィティ
- 青春病：藤井風
- 青春賦：ももいろクローバーZ
- 青春 僕/青春 俺 : 矢口真里
- 青春ライン：いきものがかり
- あゝ青春：よしだたくろう、トランザム、中村雅俊
- 嗚呼、青春の日々：ゆず
- 愛と青春の旅だち：ジョー・コッカー & ジェニファー・ウォーンズ - 第55回アカデミー賞・アカデミー歌曲賞受賞曲
- 赤い青春と虫けら：SOPHIA
- 俺たちの青春：髙木雄也
- 回転禁止の青春さ：美樹克彦
- かざらない青春：岡田奈々
- 傷まみれの青春：長渕剛
- きっと青春が聞こえる:μ's
- GOOD-BYE青春：長渕剛 - TBS系列TVドラマ『家族ゲーム』主題歌
- 黒い青春 - B'z
- これが青春だ：The花びら - サンプラザ中野 & パッパラー河合の音楽ユニット
- さよなら青春：JEHO - TBS系東芝日曜劇場『理想の上司』主題歌
- さらば青春：エレファントカシマシ
- さらば青春の影よ：森進一 - ZARDの坂井泉水が作詞した楽曲
- さらば青春の時：アリス
- さらば青春の光：布袋寅泰 - TBS系東芝日曜劇場『課長サンの厄年』主題歌
- シンシアの青春：南沙織
- 素晴らしい青春：天地真理 - アルバム『恋と海とTシャツと／恋人たちの港』収録曲
- 立見の青春：立見里歌
- 東京青春朝焼物語：長渕剛
- 夏ひらく青春：山口百恵
- 青春（はる）の電車：南沙織 - シングル「街角のラブソング」B面曲
- 僕の青春：藤山一郎 - この「青春」は、「はる」と読ませている
- めぐり逢う青春：野口五郎
- Memory 青春の光：モーニング娘。
- 勇侠青春謳：ALI PROJECT
- 青春コンプレックス：結束バンド- ぼっち・ざ・ろっく！ オープニングテーマ

### 映画
- 青春残酷物語（1960年の日本映画）
- これが青春だ!（1966年の日本映画）
- 愛と青春の旅だち（1982年のアメリカ映画、原題：An Officer and a Gentleman）
- 青春デンデケデケデケ（1992年の日本映画)
- さらば青春の光（1979年のイギリス映画）
- トキワ荘の青春（1996年の日本映画）
- 福井青春物語（2005年の日本映画）
- 福井青春革命（2005年の日本映画）

### テレビ番組
- 青春とはなんだ
- これが青春だ
- でっかい青春
- 進め!青春
- 飛び出せ!青春
- われら青春!
- 打ち込め! 青春
- ビバリーヒルズ青春白書
- フェリシティの青春
- ごめんね青春!
- 青春高校3年C組

### ラジオ番組
- 青春ラジメニア（ラジオ関西）
- 青春☆ジョイコミ（たんなん夢レディオ）

### ゲーム
- 大爆笑人生劇場～ドキドキ青春編～

### 漫画
- アオハライド